# Silver Towers
Die Silver Towers sind zwei 58-stöckige Wolkenkratzer in Manhattan in New York City.

## Beschreibung

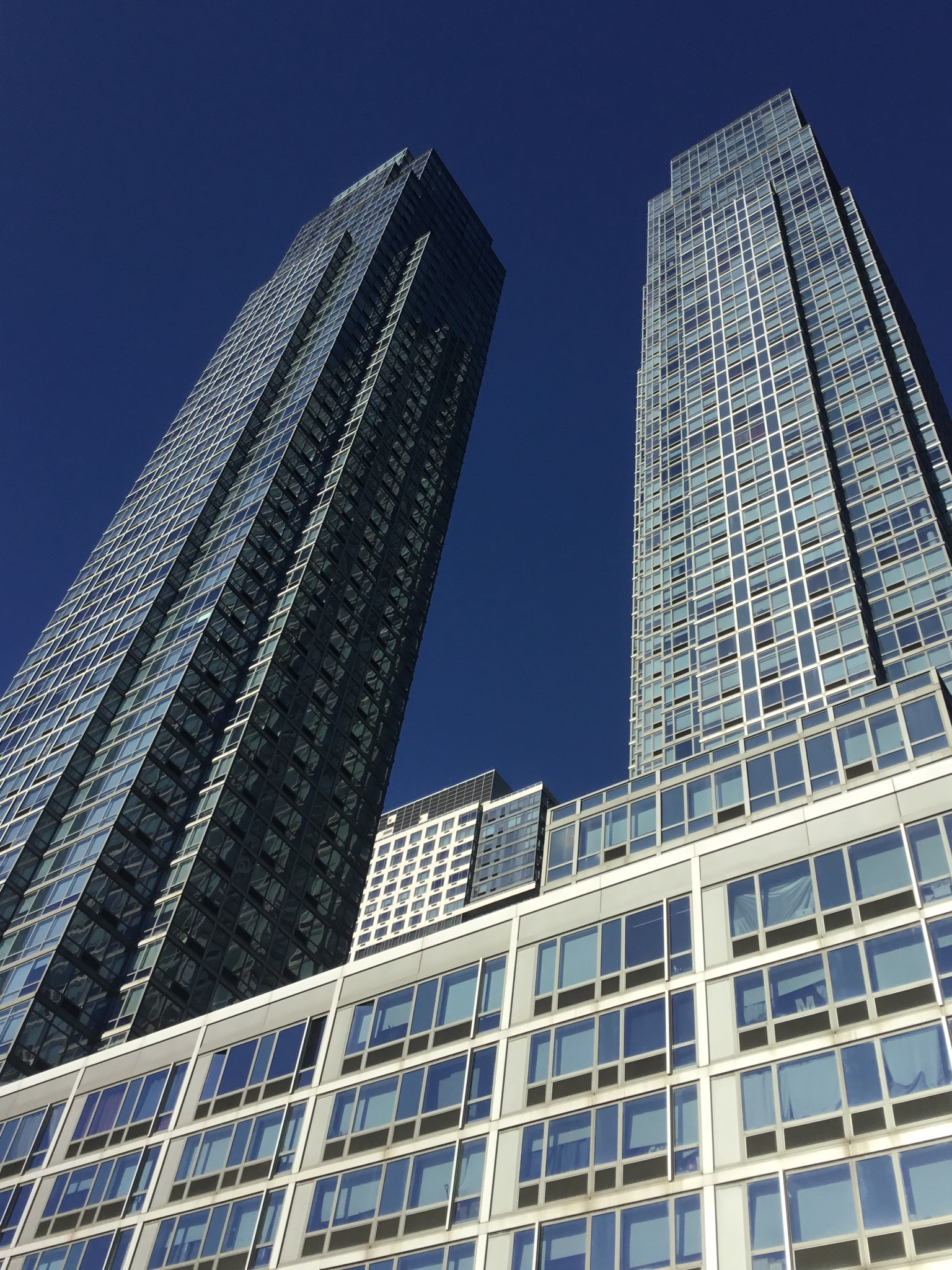
Ansicht im November 2022

Die Wohntürme befinden sich in Midtown Manhattan im Stadtteil Hell’s Kitchen an der Eleventh Avenue zwischen der West 41st und West 42nd Street. Direkt benachbarte Wolkenkratzer sind der 206 m hohe Sky und der 159 m hohe Atelier. Nur 200 Meter westlich fließt der Hudson River. Ein Block südlich liegt das Kongresszentrum Jacob Javits Convention Center.
Die Silver Towers mit den Bezeichnungen „Silver Tower East“ und „Silver Tower West“ haben eine Höhe von jeweils 199,2 Metern (653’7 Fuß) bei 58 Etagen. Sie nehmen mit Stand 2025 den 111. Platz der höchsten Gebäude New Yorks ein. Die architektonisch baugleichen Apartmenthochhäuser haben eine gemeinsame rechteckige, sechs bis zwölfstöckige Basis mit einem großen Innenhof. Hierbei befinden sich die Türme um 180° verdreht an zwei gegenüberliegenden Ecken der Basis, wobei der Ostturm an der Ecke Eleventh Avenue und 42nd Street steht. Zwischen den Türmen durchquert eine breite Zufahrt mittels Tordurchfahrten die Basis von der 41st zur 42nd Street. Durch ihre Doppelung und die Lage am Westrand der Insel kommen die beiden silber schimmernden Bauwerke deutlich in der Skyline der Stadt zur Geltung. Vor allem vom Hudson und New Jersey sind die Türme gut sichtbar. Das Projekt wurde im Jahr 2006 in Auftrag gegeben und 2007 mit dem Bau begonnen. Im Jahr 2009 wurden die Gebäude fertiggestellt. Besitzer und Bauherr ist das New Yorker Immobilienunternehmen Silverstein Properties, welches auch in den World Trade Center-Wiederaufbau involviert ist. Beide Türme wurden von dem griechischen Architekten Costas Kondylis entworfen.
Die Silver Towers beherbergen insgesamt 882 luxuriöse Mietwohnungen. Den Bewohnern stehen unter anderem ein Wellness- und Fitnesscenter mit einem 23 Meter langen Swimmingpool, eine Sauna, ein Spa sowie Yoga-Studio, ein Sonnendeck, die Club 7 Lounge, ein kleiner Park mit Spielplatz und ein Parkhaus zur Verfügung.